# Guerra do Mirandum
Guerra Do Mirandum é um single de Fausto, editado em 1984.
Trata-se da banda sonora composta por Fausto para o filme homónimo de Fernando Matos Silva, sobre uma catastrofe ocorrida em Miranda do Douro, rodado entre 1977 e 1980.  .

## Alinhamento
1. "Invasão"  - 04:45
2. "Eu Casei Com A Bonita"  - 03:10